# Пацифик Џанкшон (Ајова)
Пацифик Џанкшон (енгл. Pacific Junction) град је у америчкој савезној држави Ајова. По попису становништва из 2010. у њему је живело 471 становника.

## Демографија
Према попису становништва из 2010. у граду је живело 471 становника, што је -36 (-7.1%) становника више него 2000. године.
| Група             | 2000.       | 2010.       |
| Белци             | 487 (96,1%) | 450 (95,5%) |
| Афроамериканци    | 0 (0,0%)    | 0 (0,0%)    |
| Азијати           | 3 (0,6%)    | 0 (0,0%)    |
| Хиспаноамериканци | 5 (1,0%)    | 10 (2,1%)   |
| Укупно            | 507         | 471         |